# Juan Vicente Campo Elías
Juan Vicente Campo Elías is een gemeente in de Venezolaanse staat Trujillo. De gemeente telt 6000 inwoners. De hoofdplaats is Campo Elías.